# Алфред фон Тирпиц
Алфред Петер Фридрих фон Тирпиц (Кистрин, 19. март 1849 — Ебенхаузен, 6. март 1930) је био немачки адмирал, државни секретар Царског поморског министарства, моћног административног огранка Царске морнарице од 1897. до 1916. г.

## Биографија
Рођен је у Кистрину (у то време је припадао Бранденбургу), као син вишег цивилног службеника, одрастао је у Франкфурту на Одри. Придружио се Пруској морнарици 1865. године и похађао Поморску школу у Килу, где је и дипломирао 1869. године. По стварању Немачке Флоте 1871. године постао је део торпедне ескдре. Напредовао је, и 1877. године постао шеф за торпедно наоружање - одељење које је он касније реорганизовао у торпедни инспекторат.
Капетан Тирпиц је постао Шеф морнаричког штаба 1892. године, и унапређен је у контраадмирала 1895. године. Током 1896—1897. године командовао је Азијском ескадром крстарица и надгледао изнајмљивање Киаочоуа, који је постао немачка поморска база. Године 1897. је постао државни секретар у Царском поморском министарству - Reichsmarineamt. Због енергичног залагања за значајно увећање флоте задобио је пажњу и подршку цара Вилхелма II. Тирпицу је 1900. године указана почаст када постаје „фон Тирпиц“. Његова идеја о постизању статуса водеће светске силе путем стицања поморске надмоћи, често се назива „Тирпиц-план“. Политички, „Тирпиц-план“ су чинили Акти о Флоти из 1898, 1900, 1908. и 1912. године. Захваљујући њима до 1914. г. Немачка је створила другу по величини поморску силу у свету - по грубој процени око 40% мању од британске Краљевске морнарице. Била је састављена од 7 модерних дреднота, 5 бојних крсташа, 25 крстарица и 20 „преддреднот“ бојних бродова, као и преко 40 подморница. Иако је план подразумевао и неке прилично нереалне циљеве, експанзионистички програм је био довољан да алармира Британце, и тако започне скупу поморску трку у наоружању, што је довело и до стварања јачих веза између Уједињеног Краљевства и Француске.
Тирпиц је развио тзв. „теорију ризика“ (анализу коју би данас сматрали делом теорије игре) по којој, ако немачка морнарица достигне одређен ниво где би по снази била блиска Британској морнарици, Британци би покушали да избегну сукоб са Немачком, тј. ако би се флоте одржале непромењене). Ако би се те две поморске силе сукобиле, немачка морнарица би нанела довољно штете британској, што би угрозило британску поморску доминацију. Британци су се ослањали на своју морнарицу како би одржали контролу над Британском империјом, због шега је фон Тирпиц сматрао да би они радије одржавали поморску надмоћ у цилу очувања те империје, и притом дозволили да Немачка постане светска сила, него што би држали Немачку у потчињеном положају и тиме угрозили своју империју. Ова теорија је распламсала поморску трку у наоружању између Уједињеног Краљевства и Немачке у првој деценији 20. века.
Међутим, ова теорија је базирана на претпоставци да би Велика Британија морала да пошаље своју флоту у Северно море да би блокирала немачке луке (блокада немачких лука је била једини начин на који би Краљевска морнарица могла озбиљно наудити Немачкој) чиме би немачку морнарицу присилила на битку. Али, због географске локације Немачке, Британија је могла да блокира Немачку и затварајући улаз у Северно море из Ламанша, и области између Бергена и Шетландских острва. Суочен са овом могућношћу немачки адмирал је прокоментарисао: „Ако Британци то учине, наша морнарица ће имати тужну улогу“, тачно предвиђајући улогу коју ће имати морнарица током Првог светског рата.
Фон Тирпиц је добио чин Великог адмирала 1911. године. Упркос програму изградње осећао је да је рат дошао прерано да би њихове снаге могле да се равноправно носе са Краљевском морнарицом, јер је Акт о флоти из 1900. године године садржавао седамнаестогодишњи план. Због немогућности да утиче на поморске операције са свог чисто административног положаја, фон Тирпиц се гласно залагао за скидање рестрикција са подморничког рата, за које је он осећао да може срушити британске линије комуникација. Интересантно је да његова политика изградње никад није изродила и његов политички став према подморницама, тако да је до 1917. године постојао озбиљан мањак нових подморница. Када није уведена забрана на подморничко ратовање, изгубио је подршку цара и приморан је да поднесе оставку 15. марта 1916. године. На месту државног секретара Царског поморског министра заменио га је Едуард фон Капеле.
Године 1917. фон Тирпиц постаје вођа краткотрајне Отаџбинске партије - Deutsche Vaterlandspartei, која је настојала да обједини подршку јавности за свеобухватне напоре за добијање Првог светског рата. После пораза Немачке подржавао је десно крило Немачке националне народне странке - Deutschnationalen Volkspartei, скраћено DNVP, и био њен посланик у Рајхстагу од 1924. до 1928. г.
По њему је назван немачки бојни брод Тирпиц 1939. године.